# 亨德里克森鎮區 (北達科他州麥克亨利縣)
亨德里克森鎮區（英語：Hendrickson Township）是位於美國北達科他州麥克亨利縣的一個鎮區。

## 地方資料
亨德里克森鎮區的面積為93.62平方千米，當中陸地面積為93.42平方千米，而水域面積為0.20平方千米。根據2020年美國人口普查的數據，當地共有人口52人，而人口密度為每平方千米0.56人。